# Dunkers Quellschnecke
Die Dunkers Quellschnecke (Bythinella dunkeri) ist eine seltene Art der Gattung der Quellschnecken (Bythinella) aus der Familie der Wasserdeckelschnecken (Hydrobiidae).

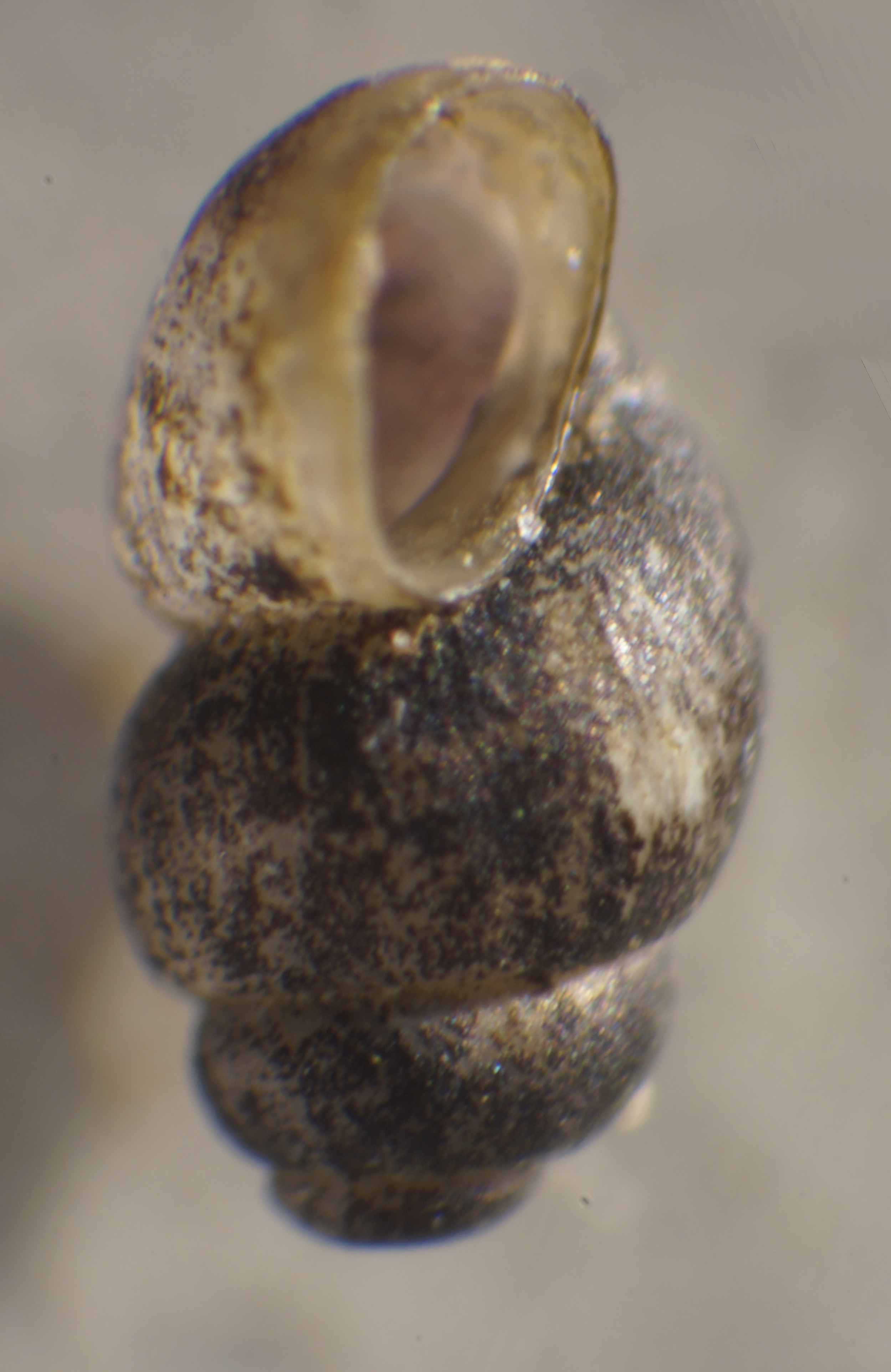
Dunkers Quellschnecke, Gehäuse

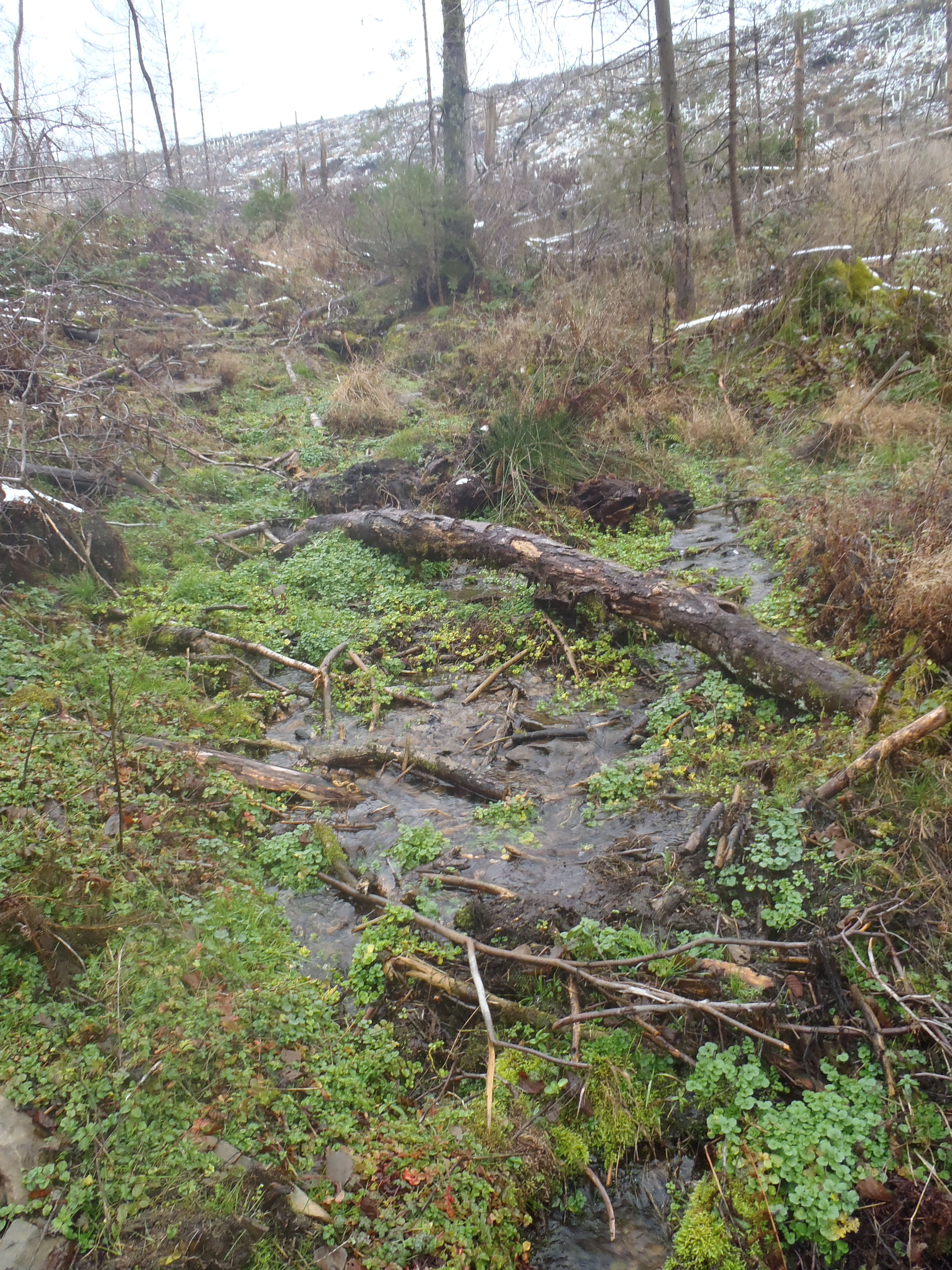
Stockumer Bach Quellsystem; Biotop von Dunkers Quellschnecke

## Merkmale
Dunkers Quellschnecke sind sehr klein, das Gehäuse ist ca. 2,6 mm hoch.

## Lebensweise und Ökologie
Dunkers Quellschnecke besiedelt saubere Quellen und Quellbäche der kalkarmen Mittelgebirge in Westeuropa. Oft ist sie auf die unmittelbaren Quellbereiche beschränkt. Im Sauerland wurde die Art auch in mehreren kalkhaltigen Quellen gefunden. In den besiedelten Gewässern kann sie hohe Siedlungsdichten von bis zu 16.500 Individuen pro m² erreichen. Sie sitzt an totem Laub, Holz, Wasserpflanzen und Steinen. Wie andere Quellschnecken brauchen sie weitgehend konstante Temperaturen in ihrem Lebensraum. Sie leben fast ausschließlich in kalten Quellen und den angrenzenden Oberläufen von Bächen oder Flüssen und sind sogenannte Zeigerarten für reines Wasser. In geeigneten Lebensräumen können über 1000 Tiere pro Quadratmeter leben. In einigen Regionen kommen auch mehrere unterschiedliche Quellschnecken-Arten in ein und derselben Quelle vor. Bei Trockenheit, wenn die Quellen im Sommer versiegen, ziehen sich die Tiere in die unterirdischen Bereiche der Quelle zurück. Die Verbreitung erfolgt durch größere Tiere, an denen Schnecken oder deren Eier von einer zur nächsten Quelle transportiert werden. Bei Quellsümpfen stellen Wildschweine eine häufige Störquelle dar, sie sind vermutlich hierdurch der Hauptverbreitungsfaktor für diese Art. Quellschnecken ernähren sich von Kieselalgen, Blaualgen und Grünalgen sowie Bakterienfilmen in den Quellen sowie von abgefallenen Blättern und Holzstückchen im Gewässer.
Sie sind stark spezialisiert und damit sehr gut an den extrem nährstoffarmen, eigentlich lebensfeindlichen Lebensraum angepasst. Aufgrund der geringen ökologischen Amplitude reagieren sie auf Veränderungen ihres Lebensraumes innerhalb kurzer Zeit mit sinkender Individuenzahl oder sogar dem lokalen Aussterben. In Deutschland ist sie in der Roten Liste als gefährdet eingestuft.

## Verbreitung
Dunkers Quellschnecke ist eine endemische Art Mitteleuropas. Ihre bekannten deutschen Vorkommen beschränken sich auf Nord-Schwarzwald, Nordhessen, Westerwald, Hunsrück und Eifel, Bergisches Land und Sauerland. Nördlichste einzelne Vorkommen gibt es in den Tälern des Ardeygebirges und des Haarstrangs. In den Niederlanden gibt es nur ein einziges Vorkommen. In Belgien besiedelt sie die Ardennen. Im Norden Luxemburgs kommt sie an Quellen und Quellbäche vor.

## Gefährdung und Schutz
Quellschnecken sind durch Quellfassung (insbesondere in trockenen Regionen, wo es kaum noch ungefasste Quellen gibt und viele Bäche daher austrocknen) und Baumaßnahmen im Nahbereich der Quellen gefährdet. Verfüllen oder sonstige Zerstörung von Quellbiotopen. Auch die Verwendung von Quellen als Viehtränke, das Errichten von Drainagen und sinkende Grundwasserstände sind problematisch. Exzessive Düngung und Eintrag von Stickstoff aus der Luft führen zur Eutrophierung der Quellen. Weitere Gefährdungen sind die Anlage von Forellenteichen und Amphibientümpeln in Quellgebieten, ferner Verrohrung von Quellbächen z. B. beim Wegebau im Wald.
Vorkommen von Dunkers Quellschnecke führten in den letzten Jahren mehrfach zu Baustopps von Großbaumaßnahmen, da die Anwesenheit der Art nachweist, dass ein gesetzlich geschütztes Biotop nach § 30 BNatSchG vorhanden ist. Bei Fernholte sorgte das Vorkommen für den Baustopp eines Industriegebietes. Ein geplantes Ferienhausgebiet am Sorpesee wurde von 200 auf 50 Häuser reduziert. Mehrfach wurden Planungen von Zuwegungen für Windkraftanlagen im Sauerland wegen Vorkommen gestoppt bzw. sie mussten geändert werden.
Zum Schutz von Dunkers Quellschnecke müssen die natürlichen Quellen und Quellbäche sowie der typischen laubholzreichen Wälder im Umfeld im Siedlungsgebiet geschützt werden.
Sonstige Schutzmaßnahmen:
- Inventarisierung und Unterschutzstellung der noch besiedelten Quellgebiete
- Rückbau von Quellfassungen und Teichanlagen sowie Öffnung von Verrohrungsstrecken
- Berücksichtigung der Vorkommen bei der Forstwirtschaft, insbesondere beim Einsatz von Holtzrückefahrzeugen und beim Wegebau
- Entnahme von Nadelgehölzen und Einbringung standorttypischer Gehölze wie Schwarz-Erle und Gemeine Esche
- Verlegung von Viehtränken aus den direkten Quellbereichen
- Auszäunen von besiedelten Quellen auf Viehweiden
- Verzicht auf Spritz- und Düngemitteln in besiedelten Quellgebieten